# Rich Corpolongo
Richard 'Rich' Corpolongo ( 20 september 1941) is een Amerikaanse jazzmuzikant (altsaxofoon, sopraansaxofoon, klarinet, fluit, elektronica) die actief is in de postbop en avantgarde jazz.

## Biografie
Corpolongo studeerde aan DePaul University en Roosevelt University, waar hij de graden Bachelor en Master in compositie verkreeg. Hij begon zijn loopbaan in de jaren zestig in Chicago (Illinois), zijn eerste opnames maakte hij als lid van de bigband van Kent Schneider (Celebration for Modern Man). In het daarop volgende decennium speelde hij o.a. met Eddie Harris, Herbie Hancock, Gary Burton en Oliver Nelson, tevens was hij actief in de Les Hooper Big Band. In 1980 kwam hij met zijn debuutalbum Spontaneous Composition, waaraan Doug Lofstrom en Paul Wertico meewerkten. In de jaren erna werkte hij in de jazzscene van Chicago, onder meer met Marshall Vente, Guy Fricano, Barrett Deems, Doug Blake, John Moulder en Eldee Young. In de jazz speelde hij in de jaren 1969-2009 mee op 18 opnamesessies.

## Discografie
- Sonic Blast (Coda, 1984)
- Just Found Joy (Delmark, 1995), met Larry Luchowski, Jeff Czech, Eric Hochberg, Mike Rayner, Paul Wertico
- Smiles (Delmark, 1997), met Larry Luchowski, Eric Hochberg, Mike Raynor
- Get Happy (Delmark, 2009), met Dan Shapera, Rusty Jones